# Matt Bonner
Matthew Robert Bonner, ou ainda "Matt" Bonner, (Concord (Nova Hampshire), 5 de abril de 1980) é um ex-jogador profissional de basquete nos Estados Unidos, bicampeão como o San Antonio Spurs.
Bonner foi sorteado na NBA 2001 pelo Chicago Bulls e logo foi para o basquete europeu, onde permaneceu por 2 anos. Depois disso, passou pelo Toronto Raptors em 2004. Logo depois, Matt Bonner foi oficialmente contratado para o San Antonio Spurs, tendo sido campeão da NBA de 2006-07 contra o Cleveland Cavaliers, de Anderson Varejão e LeBron James em uma série de 4-0.